# Suzanitta
Suzan Murad (Bulgaars: Сузан Мурад) (Plovdiv, 9 januari 2003), beter bekend onder het mononiem Suzanitta (Bulgaars: Сузанита), is een Bulgaarse popzangeres. Ze is de dochter van de Bulgaars-Turkse zanger Orhan Murad. Suzanitta begon in 2012 met het plaatsen van muziekfilmpjes op sociale media. In 2017 bracht ze haar eerste single, "Lucifer i Buddha", uit. In hetzelfde jaar kwam haar collaboratie met Andrea uit, "Strogo zabraneno", met ruim 9 miljoen weergaven op YouTube (peildatum: 2021). In 2020 speelde ze "Maria-Magdalena-Jenna" in de dramafilm "Danny. Legend. God." van regisseur Javor Petkov.

## Discografie

### Singles
| Jaar | Nummer                     | Transliteratie Nederlands |
| ---- | -------------------------- | ------------------------- |
| 2017 | Луцифер и Буда (с Каската) | Lucifer i Boeddha         |
| 2017 | Без коментар               | Bez komentar              |
| 2018 | Bye, Bitch                 | -                         |
| 2019 | Между гърдите              | Mezhdu gardite            |
| 2020 | Някаква луда               | Njakakva loeda            |

### Collaboraties
| Nummer | Jaar                          | Transliteratie                 |
| ------ | ----------------------------- | ------------------------------ |
| 2016   | Короната е моя (Adnan Beats)  | Koronata e moja (Adnan Beats)  |
| 2017   | Строго забранено (Андреа)     | Strogo zabraneno (Andrea)      |
| 2017   | Барабана (Крум)               | Barabana (Krum)                |
| 2018   | К'во става брат (Ангел)       | K'vo stava brat (Angel)        |
| 2018   | Открихме сезона (Орхан Мурад) | Otkrichme sezona (Orhan Murad) |
| 2018   | Малката сладка (Крум]         | Malkata sladka (Kroem)         |